# Trachycephalus resinifictrix
Trachycephalus resinifictrix és una espècie de granota que es troba a Sud-amèrica.